# Тифенбах (Саксония)
Тифенбах (нем. Tiefenbach) — коммуна в Германии, в земле Саксония. Подчиняется административному округу Хемниц. Входит в состав района Средняя Саксония. Подчиняется управлению Штригисталь.  Население составляет 3462 человека (на 31 декабря 2007 года). Занимает площадь 43,90 км². Официальный код  —  14 1 82 450.
Коммуна подразделяется на 9 сельских округов.